# Clinge

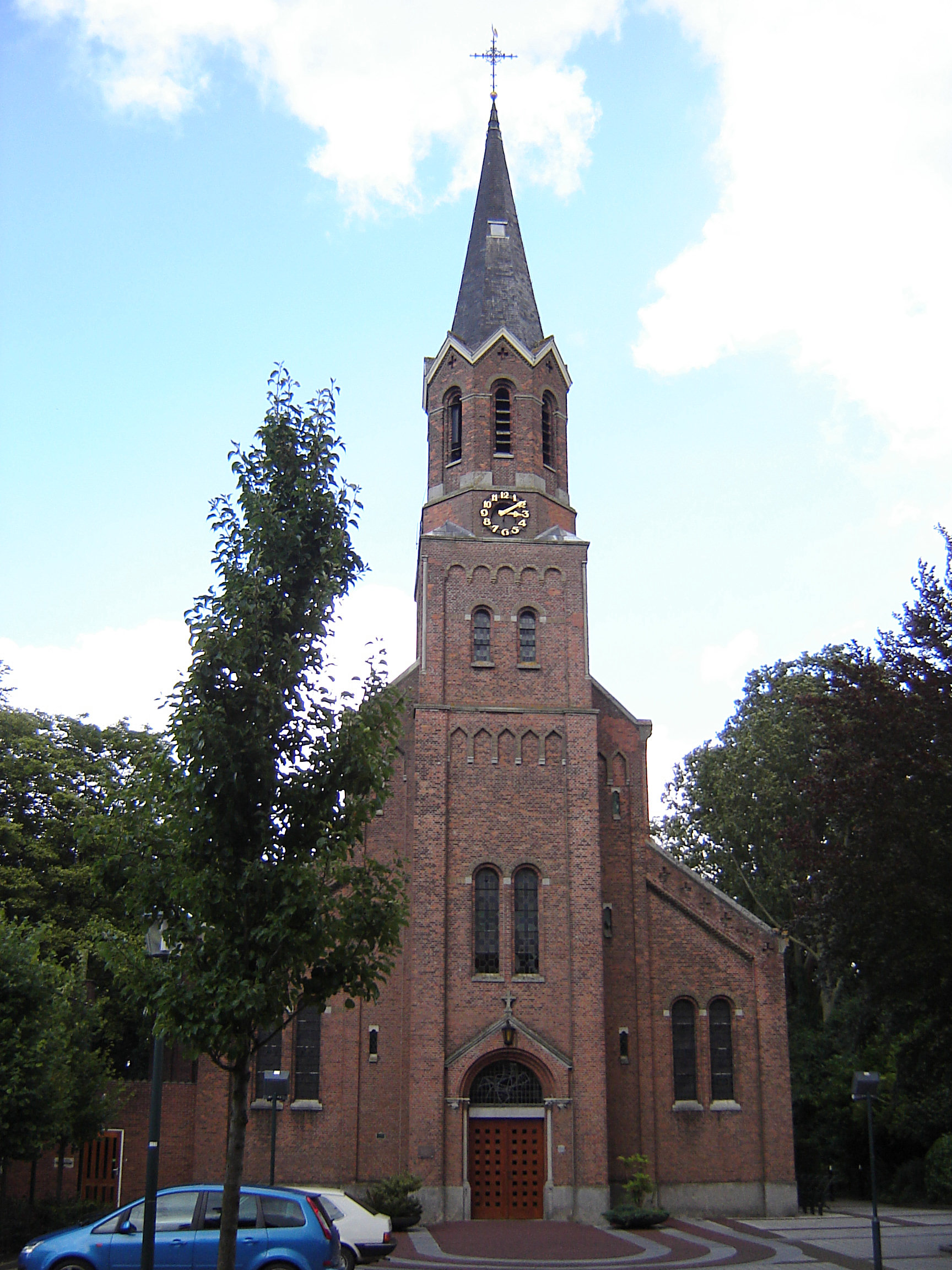
Heilige Henricuskerk

Clinge is een dorp in de gemeente Hulst, in de Nederlandse provincie Zeeland. Het dorp heeft 2.305 inwoners (2023). Clinge was tot 1 april 1970 een zelfstandige gemeente, waartoe ook de plaatsen Nieuw-Namen en Kapellebrug behoorden.
Het dorp bestaat uit lintbebouwing langs de 2,5 kilometer lange 's-Gravenstraat en wordt doorsneden door de Nederlands-Belgische rijksgrens, met aan Belgische zijde het dorp De Klinge.

## Geschiedenis
De geschiedenis van Clinge ligt nauw samen met die van het huidige aangrenzende dorp De Klinge in België. Beide dorpen ontlenen hun naam aan een veldnaam, Clinge of klink of het Germaanse 'clinga', dat binnenduin betekent. Dit duidt een hoogte aan die door zandverstuivingen of binnenduinvorming is ontstaan.
De oudste geschiedenis van De Klinge gaat terug tot 1269 wanneer er voor het eerst melding wordt gemaakt van de naam ‘del Clinghe’. Zo’n halve eeuw eerder had de toenmalige gravin van Vlaanderen, Johanna Van Constantinopel, 33 bunders woestenij gelegen in de plaats ‘Dorpe’ aan de cisterciënzers van Cambron geschonken. Er bestaat geen twijfel dat dit Dorpe het latere De Klinge betreft. Dat blijkt onder andere uit een kaart van de bezittingen van Cambron waarop men een aantal andere herkenbare plaatsen terugvindt. Ter plaatse waar nu het Belgische grensdorp De Klinge ligt, vindt men in vijftiende-eeuwse archiefstukken de naam Goudekenbergh. Op latere kaarten leest men Goukensbergh, waarbij enige heuveltjes zijn aangegeven, terwijl op topografische kaarten uit deze eeuw die naam tot Ganskensberg is verbasterd. In die zandheuvels moet het dorp De Klinge zijn ontstaan, waaraan de ten noorden daarvan gelegen Clingepolder zijn naam heeft ontleend.
Na een groot aantal overstromingen van de Clingepolder ontstond de buurtschap Clinge. Clinge groeide uit tot een typisch langgerekt polderdorp, dat uiteindelijk met zijn zuidelijke uiteinde aansloot aan De Klinge.
Tijdens de Tachtigjarige Oorlog werd er van 1570 tot 1596 een legioen Spaanse soldaten ingekwartierd in een gehucht nabij De Klinge. Dit gehucht zou vanaf dan bekendstaan onder de naam ‘Het Spaans Kwartier’. De Spaanse troepen legden in de omgeving van De Klinge een linie aan, die hen zou helpen om in 1596 Hulst te veroveren. Een van de vestingwerken betrof Fort De Klinge, het latere Fort Bedmar. In 1645 wist Frederik Hendrik de stad echter voor de Staatsen te heroveren. De fortengordel werd in 1701 gemoderniseerd tot de Bedmarlinie.
Clinge behoorde tot de parochie van Hulst. Toen Frederik Hendrik na de val van Hulst in 1645 de uitoefening van de katholieke godsdienst verbood, werden de katholieken van Hulst en van het Hulster Ambacht genoodzaakt om op Spaans grondgebied naar de kerk te gaan. Zo kwam het dat heel wat Hulstenaars iedere zondag te voet, te paard of met de koets over de oude Hulststraat de tocht naar 'La Clinge Espagnole' maakten. Tot 1875 werden alle kinderen uit het Nederlandse Clinge nog steeds in De Klinge gedoopt.
Clinge en De Klinge waren tot het einde van de Tachtigjarige Oorlog in 1648 één gemeente. Wel zijn beide dorpen altijd van elkaar gescheiden geweest door een staatsgrens, die bij het grenstraktaat van 1664 blijvend werd vastgesteld.

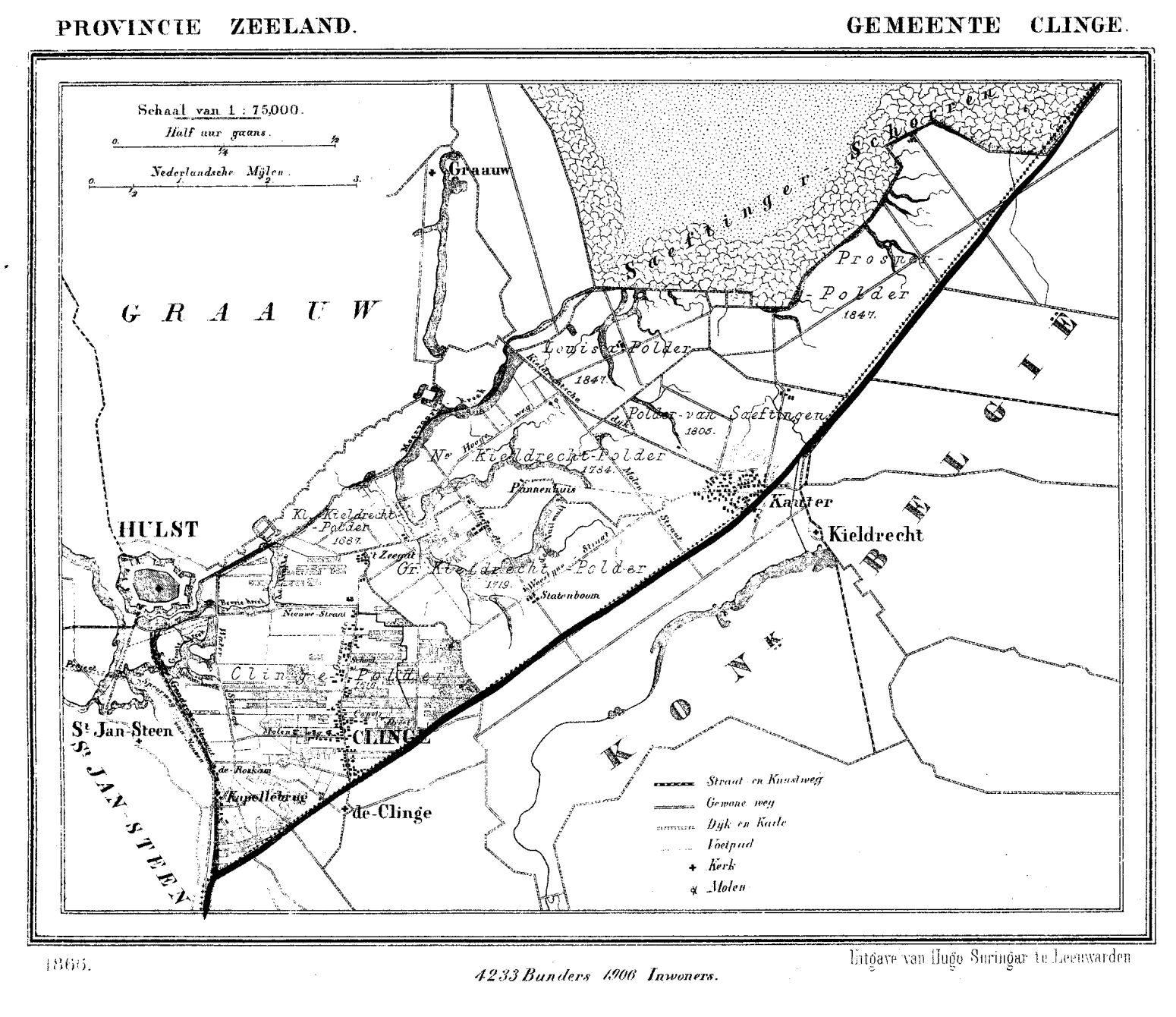
Gemeente Clinge in 1866

Vóór de Franse tijd was Clinge een onderdeel van Hulsterambacht, dat door een eigen magistraat werd bestuurd die te Hulst zetelde, terwijl De Klinge een wijk van Sint-Gillis-Waas was. De Fransen combineerden de beide dorpen in 1795 echter tot één commune "la Clinge", die evenals geheel Staats(=Zeeuws)-Vlaanderen en de Zuidelijke Nederlanden, vanaf dat jaar deel van Frankrijk was en aldus verdween de oorspronkelijke staatsgrens. Er was in De Klinge verzet tegen de Fransen. Men had het vooral moeilijk met de antiklerikale houding van de nieuwe machthebbers. Vele inwoners van De Klinge namen deel aan de Boerenkrijg en De Klingenaar Macharius Rheyns nam zelfs een leidinggevende positie waar tijdens deze opstand.
In 1815 werd de vroegere staatsgrens opnieuw een grens, nu tussen de provincies Zeeland en Oost-Vlaanderen van het nieuwe koninkrijk. De jonge gemeente la Clinge werd daarbij verdeeld in twee nieuwe gemeenten : Clinge (Zeeland) en la Clinge of De Klinge (Oost-Vlaanderen). In 1830 werd de grens weer een rijksgrens, ten gevolge van de Belgische Opstand.
In 1875 werd Clinge een zelfstandige parochie met een eigen parochiekerk. Daarvoor gingen de bewoners van Clinge naar de kerk in De Klinge.
Tijdens de Eerste Wereldoorlog liep tussen De Klinge en Clinge, zoals langs de hele grens, een elektrische draad. Vooral huisdieren werden in De Klinge geëlektrocuteerd.
Oorspronkelijk bestond de gemeente Clinge uit het dorp Kauter (het latere Nieuw-Namen), de oostelijke helft van het dorpje Kapellebrug, de Clingepolder, het Nederlandse deel van de Klein-Kieldrechtpolder, Koningin Emmapolder en Hertogin Hedwigepolder. Bij de gemeentelijke herindeling van Zeeuws-Vlaanderen in 1970 werd de gemeente Clinge samen met Sint Jansteen, Hulst, Graauw en Langendam tot één nieuwe gemeente Hulst samengevoegd. De Klinge werd opgeslokt door de gemeente Sint-Gillis-Waas.

## Bezienswaardigheden

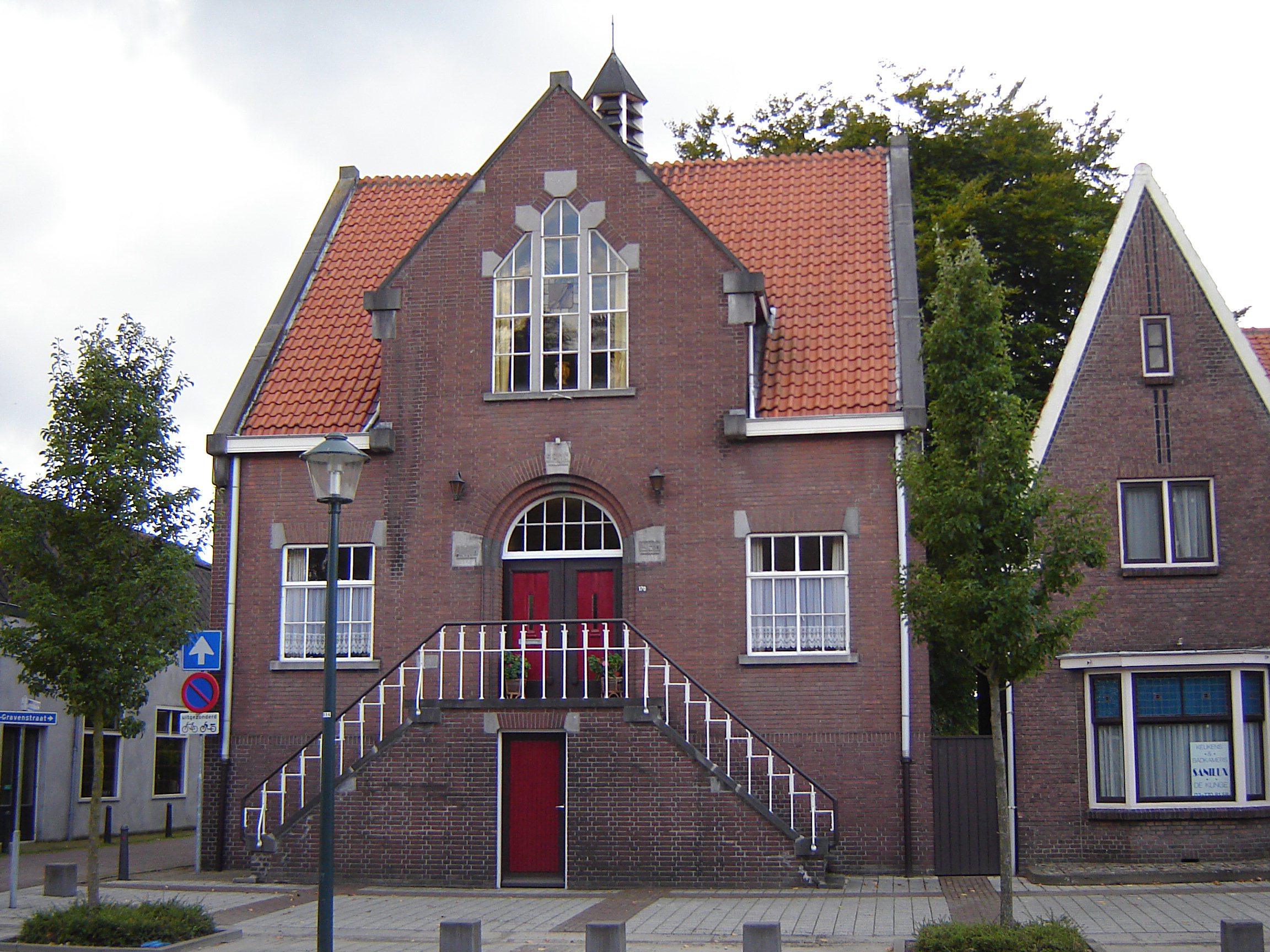
Voormalig gemeentehuis

- De Sint-Henricuskerk, aan 's-Gravenstraat 169, is een neoromaanse bakstenen basiliek uit 1876, ontworpen door P. Soffers. De kerk bezit een geveltoren. Het orgel stamt uit 1763 en werd gebouwd door Detlef Onderhorst. Het stond oorspronkelijk in Standdaarbuiten.
- De neoclassicistische pastorie is uit 1875.
- Het voormalige raadhuis, aan de 's-Gravenstraat 170, stamt uit 1936.
- 's-Gravenstraat 224 is een boerderij waarvan het woonhuis vroeg-19e-eeuws is en de schuur 18e-eeuws. De schuur is echter in 2017 gesloopt omwille van de zeer slechte staat.
- Mariakapel of Boskapel, gebouwd in de bossen ten oosten van Clinge, eind jaren 30 van de 20e eeuw, naar aanleiding van de vernieling van een Mariabeeld in de Woudkapel, waarvan de exacte ligging niet bekend is. Het huidige Mariabeeld is van de hand van Omer Gielliet, die in de jaren 60 van dezelfde eeuw kapelaan was te Clinge, en later pastoor werd in Breskens.
- De Linie van Communicatie ten Oosten van Hulst, met overblijfselen van een aantal forten, ligt ten noorden van Clinge.

## Natuur en landschap
Clinge ligt op de overgang van het zeekleipoldergebied en hoger gelegen gronden. Vooral westelijk van Clinge liggen diverse bossen, waarvan de Clingse bossen en de Steense bossen de belangrijkste zijn. De populierenaanplant werd vanouds benut voor de klompenindustrie. Voorts is er de Clingepolder, waarin zich enkele wielen bevinden.
Ten noordoosten van Clinge bevinden zich een aantal kreekrestanten: Rotte Kreek, Kleine Kreek, Zestig Voet, en De Moerschans. Dit gebied kon vroeger om militaire redenen worden geïnundeerd.

## Economie
Na de inpoldering van de Clingepolder in 1616 kwam de vlasteelt tot ontwikkeling. Deze vond en vindt men langs de gehele grensstreek.
In Clinge was vroeger de textielfabriek "Clitex" gevestigd. Deze werd in 1934 opgericht door de Franse firma P. en J. Tibergien. Het was de grootste textielfabriek in Zeeuws-Vlaanderen en er werkten op het hoogtepunt 450 mensen. Hier werden stoffen geweven voor dames- en herenbovenkleding. De fabriek werd gesloten in 1985. Toen werd in het leegstaande gebouw de suikerwerkfabriek "De Grens" gevestigd. Hier worden onder meer lolly's en zuurstokken vervaardigd. Een gebouw met sheddaken is nog aanwezig, de bijbehorende schoorsteen werd begin 2024 gesloopt.
Verder waren er nog acht andere textielfabrieken, die echter een stuk kleiner waren dan Clitex en gemiddeld ongeveer 40 medewerkers telden.
Naast de textiel bestond er sinds midden 19e eeuw de klompenindustrie. In 1865 waren er vier klompenmakerijen op ambachtelijke schaal. In 1876 waren het er vijf, die in totaal 14 werklieden in dienst hadden. In 1887 waren er twaalf klompenmakerijen met 41 werklieden. In 1897 werkten er 126 mensen in de klompenindustrie. In 1911 waren dat er meer dan 200 die in ongeveer 40 bedrijfjes werkzaam waren. Het grootste bedrijf was dat van Josephus Laureys. In Clinge vond sinds 1929 ook de Klompenbeurs plaats. Toen in de jaren 50 van de 20e eeuw de mensen op schoenen overgingen, werden er nog klompen als souvenirs vervaardigd. Een enkele klompenfabriek ging over op meubelen. Aldus ontstond Meubelindustrie Van de Voorde. Eind jaren 10 van de 21e eeuw is de vestiging in Clinge gesloten en verhuisd naar het nabij gelegen Hulst.
Ten slotte zorgde ook de smokkel voor enige bijverdienste.

## Zorg
Ten oosten van Clinge ligt het instituut voor verstandelijk gehandicapten "De Sterre". In 1999 fuseerde dit met enkele andere instellingen tot "Tragel Zorg".

## Verenigingsleven
In Clinge zijn diverse (sport)verenigingen actief. De drie grootste zijn VV Clinge, vissportvereniging De Clingse Hengelaars en de tennisvereniging Game'78. De voetbal- en tennisvereniging bevinden zich aan sportcomplex Malpertuus.
De "Sterrefeesten" was een dorpsfestijn dat tot september 2006 in Clinge werd georganiseerd. In 2016 is men terug begonnen met het organiseren van deze Sterrefeesten. Deze vinden nu in juni plaats en zijn kleinschaliger van opzet. Op de oude datum in september vindt nu jaarlijks het dorpsfestijn "Clingehts Los" plaats, op de lokale voetbalvelden.
Tevens bevinden zich in Clinge een aantal carnavalsverenigingen. De traditionele carnavalsoptocht en bijbehorende activiteiten worden georganiseerd door 'De Kriekeputters'. Deze vereniging is opgericht in 1958 en wordt vertegenwoordigd door een 'raad van elf'.

## Nabijgelegen kernen
Kapellebrug, Sint Jansteen, Hulst, Nieuw-Namen, De Klinge